# Nikon Z 7II
A Nikon Z 7II egy 45,7-megapixeles FX-formátumú, Z-bajonnettes digitális tükör nélküli fényképezőgép, amelyet a Nikon 2020. október 14-én jelentett be, majd 2020 novemberében adott ki. A Z 7II a Nikon felsőkategóriás tükör nélküli fényképezőgép-kínálatában elődjét, a Z 7-et váltotta le.

## Tulajdonságok

### A Z 7-től eltérő tulajdonságok
- Dupla memóriakártya-slot: CFexpress/XQD és SD
- Két darab Nikon Expeed 6 képfeldolgozó processzor (első alkalommal Nikon fényképezőgépben)
- Jobb autofókusz-teljesítmény, Wide-Area AF mód, szem-AF emberekhez és állatokhoz is
- 4K 60 fps videófelvétel (DX-crop)
- 10 kép/mp sorozatfelvétel, nagyobb pufferrel (77 db 12-bit veszteségmentes RAW képig)
- Elektronikus kereső frissítési rátája gyorsabb, a blackout rövidebb ideig tart
- Nagyobb akkumulátor kapacitás (EN-EL15c Li-ion): 360 kép, 105 perc videófelvétel (CIPA értékek), EN-EL15b-kompatibilis

### A Z 7-tel megegyező tulajdonságok
- 45,7 megapixeles BSI CMOS képérzékelő
- ISO-tartomány: 64–25 600
- 55 mm széles Nikon Z-bajonett
- 493-pontos AF rendszer, ami automatikusan kapcsol át fázisérzékelős és kontraszérzékelős módok között (a fókuszpontok a kereső 90%-át fedik)
- Belső képstabilizátor (5-stop)
- Elektronikus kereső 3,7 millió pontos kijelzővel, 0.8×-s nagyítással, 37° fokos betekintési szöggel
- A hátsó, 3.2"-es kihajtható érintőképernyő (2,1 millió képponttal)
- 1080p 120 fps-ig, tömörítetlen videókimenet HDMI-n (10-bit N-Log)

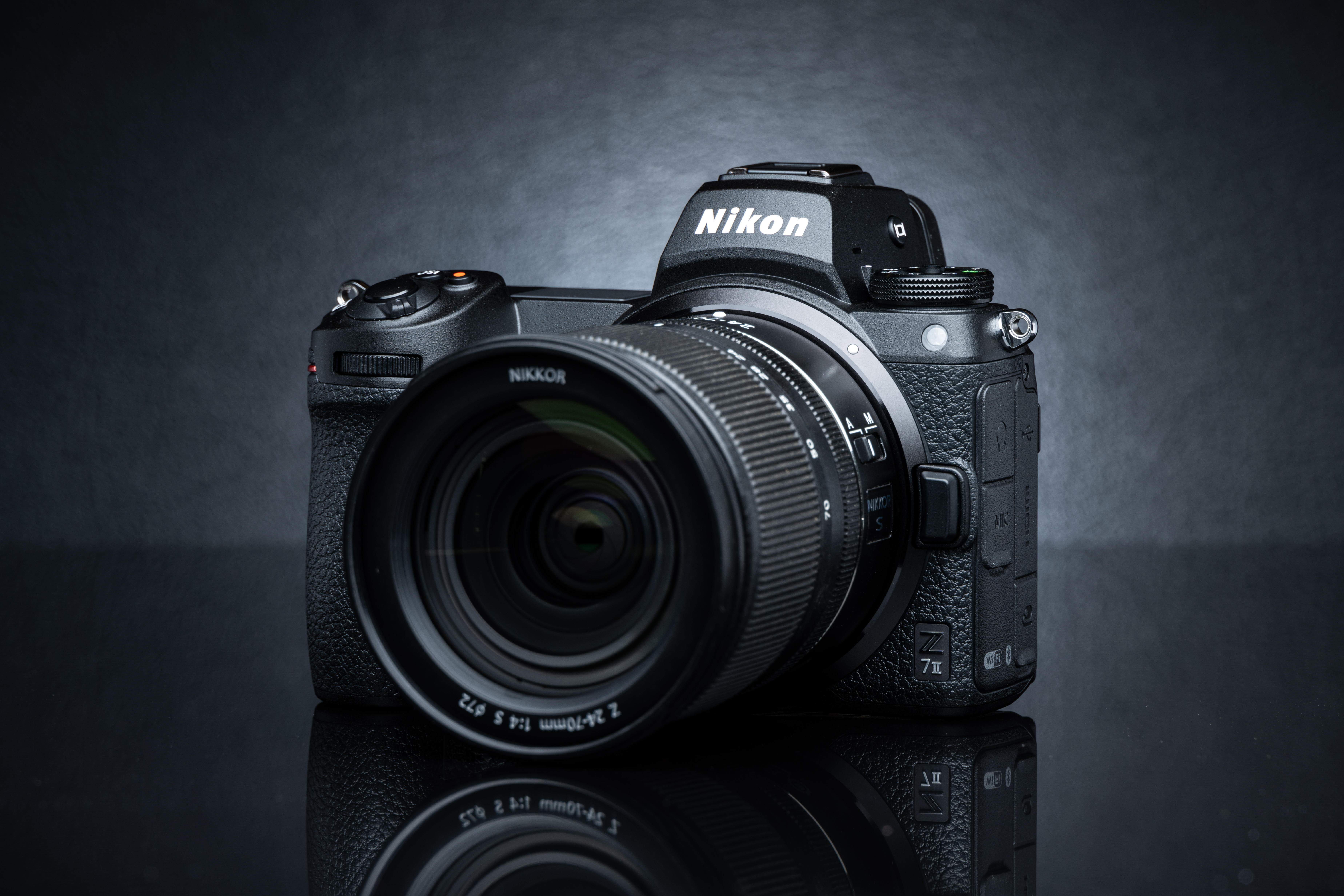
Z 7II + NIKKOR Z 24-70mm f/4 S

## Firmware frissítések
A Z 7II számos firmware frissítést kapott megjelenése óta. A Z 6II és a Z 7II firmware frissítéseiben ezidáig nagyjából azonos változásokat eszközöltek, valamint ezek egyforma firmware-verziószámokat is kaptak.